# Unione Sportiva Civitanovese 1989-1990
Questa pagina raccoglie le informazioni riguardanti l'Unione Sportiva Civitanovese nelle competizioni ufficiali della stagione 1989-1990.